# William Larrabee (Politiker, 1832)
William Larrabee (* 20. Januar 1832 in Ledyard, Connecticut; † 16. November 1912) war ein US-amerikanischer Politiker (Republikanische Partei) und von 1886 bis 1890 der 13. Gouverneur des Bundesstaates Iowa.

## Frühe Jahre
William Larrabee wurde als Sohn eines Berufssoldaten und West-Point-Offiziers geboren. Er besuchte die örtlichen Schulen seiner Heimat. Im Jahr 1853 zog er nach Clermont in Iowa, wo er als Lehrer arbeitete und eine Getreidemühle betrieb. Während des Amerikanischen Bürgerkriegs meldete sich Larrabee freiwillig zur Armee. Aufgrund einer Sehbehinderung auf dem rechten Auge, die er sich bei einem Unfall als Kind zugezogen hatte, wurde er nicht zum Militärdienst zugelassen.

## Politischer Aufstieg und Gouverneur von Iowa
Larrabee war Mitglied der Republikanischen Partei, zu deren Mitbegründern er in Iowa gehörte. Zwischen 1867 und 1885 saß er im Senat von Iowa. Dort war er Mitglied einiger Ausschüsse. Im Jahr 1885 wurde er zum neuen Gouverneur seines Staates gewählt. Er trat sein neues Amt am 14. Januar 1886 an und konnte nach einer Wiederwahl im Jahr 1887 bis zum 27. Februar 1890 im Amt bleiben. In seiner Regierungszeit wurden im Eisenbahnwesen in Iowa einige Verbesserungen durchgeführt. Das Amt des Eisenbahnbeauftragten wurde nun durch Wahlen besetzt und der Eisenbahnausschuss erhielt die Befugnis, bei der Festlegung der Fahrpreise und Frachtgebühren mitzuwirken. Dadurch wurden einige Ungerechtigkeiten auf diesem Gebiet beseitigt.

## Weiterer Lebenslauf
Nach seiner Gouverneurszeit zog sich Larrabee auf sein Anwesen Montauk bei Clermont zurück. Zwischen 1898 und 1900 war er Mitglied des neu geschaffenen Kontrollausschusses (Board of Control) der Regierung von Iowa sowie Mitglied der Planungskommission für den Beitrag Iowas zur Weltausstellung, die im Jahr 1904 in St. Louis in Missouri stattfand. Politisch unterstützte er Theodore Roosevelt. William Larrabee starb im Jahr 1912. Er war mit Anna Appleman verheiratet, mit der er sieben Kinder hatte.